# Crucero (ort)
Crucero är en ort i Chile.   Den ligger i provinsen Provincia del Ranco och regionen Región de Los Ríos, i den södra delen av landet, 800 km söder om huvudstaden Santiago de Chile. Crucero ligger 106 meter över havet och antalet invånare är 800.
Terrängen runt Crucero är platt, och sluttar brant västerut. Närmaste större samhälle är Río Bueno, 17,0 km nordväst om Crucero.
I omgivningarna runt Crucero växer huvudsakligen savannskog. Runt Crucero är det glesbefolkat, med 20 invånare per kvadratkilometer.